# Thundufushi
Thundufushi was een onbewoond eiland van het Alif Dhaal-atol behorende tot de Maldiven. In de jaren negentig van de twintigste eeuw werd op het eiland een viersterrenresort met 70 kamers ontwikkeld.